# Litoria personata
Ếch mặt nạ hoặc Litoria personata (tên tiếng Anh: Masked Rock Frog) là một loài ếch thuộc họ Pelodryadidae.
Đây là loài đặc hữu của Úc.
Môi trường sống tự nhiên của chúng là rừng khô nhiệt đới hoặc cận nhiệt đới, đồng cỏ khô nhiệt đới hoặc cận nhiệt đới vùng đất thấp, sông ngòi, đầm nước ngọt, và đầm nước ngọt có nước theo mùa.